# Катастрофа Ту-154 под Учкудуком
Катастро́фа Ту-154 под Учкуду́ком — крупная авиационная катастрофа, произошедшая в среду 10 июля 1985 года. Авиалайнер Ту-154Б-2 авиакомпании «Аэрофлот» выполнял регулярный рейс SU-5143 по маршруту Карши—Уфа—Ленинград, но через 46 минут после взлёта, набрав высоту 11 600 метров, потерял скорость, свалился в плоский штопор и рухнул на землю вблизи аула Кокпатас и в 51 километре северо-восточнее Учкудука. Погибли все находившиеся на его борту 200 человек — 191 пассажир и 9 членов экипажа.
Катастрофа рейса 5143 остаётся крупнейшей (по числу погибших) в истории советской и узбекской авиации, самолёта Ту-154 и авиакомпании «Аэрофлот». На 2025 год это крупнейшая авиакатастрофа в истории Центральной Азии.

## Самолёт
Ту-154Б-2 (регистрационный номер СССР-85311, заводской 78A311, серийный 0311) был выпущен Куйбышевским авиационным заводом (КуАПО) 30 ноября 1978 года. 2 января 1979 года был передан МГА СССР (работало под брендом авиакомпании «Аэрофлот»), которое направило его в Ташкентский ОАО Узбекского УГА. Оснащён тремя турбовентиляторными двигателями НК-8-2У производства КМПО. На день катастрофы совершил 5660 циклов «взлёт-посадка» и налетал 12 443 часа.

## Экипаж
Самолётом управлял экипаж из 219-го лётного отряда (Ташкентский объединённый авиаотряд), его состав был таким:
- Командир воздушного судна (КВС) — 48-летний Олег Павлович Белисов. Пилот 1-го класса, управлял самолётами Ил-28, Ан-2 и Ил-18. Налетал 12 283 часа, 3390 из них на Ту-154.
- Второй пилот — 48-летний Анатолий Тимофеевич Позюмский. Пилот 2-го класса. Налетал 12 323 часа, 1629 из них на Ту-154.
- Штурман — 41-летний Гарри Николаевич Аргеев. Налетал 7380 часов, 1137 из них на Ту-154.
- Бортинженер — 32-летний Абдувахит Султанович Мансуров. Налетал 1346 часов, все на Ту-154.

В салоне самолёта работали 5 бортпроводников.

## Катастрофа
Ту-154Б-2 борт СССР-85311 выполнял пассажирский рейс SU-5143 из Карши в Ленинград с промежуточной посадкой в Уфе. На его борту находились 9 членов экипажа, 139 взрослых пассажиров и 52 ребёнка различного возраста. Взлётная масса самолёта составляла 92,2 тонны, центровка 26,1% САХ, что соответствовало установленным пределам согласно требованиям «Руководства по лётной эксплуатации самолёта Ту-154» (РЛЭ).
При вылете из Карши ночью около 23:00 MSK (с задержкой более чем на 4 часа от расписания) температура наружного воздуха в аэропорту Карши составляла +33°С. Набор высоты выполнялся с максимальной скороподъёмностью, предусмотренной РЛЭ.
Экипаж набрал высоту 11 600 метров на скорости около 400 км/ч на грани срабатывания АУАСП (который был в первый раз отключён экипажем при срабатывании). В дальнейшем, по неустановленным причинам, произошло прекращение срабатывания АУАСП вследствие обесточивания. Полёт проходил в зоне струйного течения с полётной массой 86,5 тонн, температура наружного воздуха на высоте заданного эшелона была на 16,5° С выше стандартной. В горизонтальном полёте на автопилоте самолёт вошёл в режим критических углов атаки. Из-за надвигающегося срыва потока возникла тряска, которую один из членов экипажа (скорее всего, бортинженер) принял за помпаж, и с целью его прекращения дважды переводил двигатели на малый газ.
Вместо отдачи штурвала «от себя» для разгона и увеличения скорости КВС продолжал удерживать высоту эшелона. Самолёт неоднократно выходил на большие углы атаки, в итоге скорость лайнера упала до 290 км/ч и через 77 секунд после начала аварийной ситуации он потерял управление и вошёл в плоский штопор. В процессе падения в результате помпажа произошло самоотключение всех трёх двигателей.
Рейс SU-5143 падал 153 секунды (2 минуты и 33 секунды) и в 23:46 MSK рухнул на землю в пустыне Кызылкум вблизи аула Кокпатас в 51 километре северо-восточнее города Учкудука. При ударе о землю самолёт практически не имел горизонтальной поступательной скорости. Все 200 человек на его борту погибли.

## Расследование

### Официальное заключение
Согласно окончательному отчёту расследования, причиной катастрофы рейса SU-5143 стало сваливание самолёта в плоский штопор в полёте на высоте практического потолка с большой полётной массой при влиянии высокой нестандартной температуры наружного воздуха, малого запаса по углу атаки и тяги двигателей. Кроме того, экипаж допустил ряд отклонений от требований РЛЭ, потерял скорость и не справился с пилотированием самолёта.
Также было выявлено, что по представлению ОКБ Туполева и ГосНИИ ГА полётная масса Ту-154 была увеличена с 70 тонн на высоте 12 500 метров до 86,5 тонн для эшелона 12 100 метров без учёта отклонений температур наружного воздуха от стандартных.

### Неофициальные версии
Широко распространена версия о том, что перед вылетом был нарушен режим отдыха экипажа, в результате чего общее время бодрствования пилотов составило почти 24 часа. Согласно отчёту расследования, экипаж, назначенный на рейс SU-5143, прибыл из Ташкента тем же самолётом (рейс SU-175) в 18:18, следуя в пассажирском салоне в качестве служебных пассажиров; официальных данных об их предрейсовом отдыхе в Ташкенте не имеется.
Из-за того, что речевой самописец оказался сильно повреждённым, точно установить, стало ли состояние экипажа ещё одним «особым» условием полёта, не удалось.

## Цитаты
…Но была одна катастрофа, ярко иллюстрирующая, чем может обернуться усталость экипажа в самых, казалось бы, простейших условиях.
Тогда только начинались полёты из нового аэропорта узбекского города Карши, и экипажи на вылет завозились туда пассажирами из Ташкента, или из других мест, неважно. Важно то, что, как обычно было принято, новый аэропорт сдавался как всегда под какую-то дату, под фанфары и без элементарных удобств, которые достраивались потом годами.
Экипажу, прибывшему на вылет под ленинградский рейс, в силу ряда обстоятельств пришлось промыкаться на ногах много часов, говорят, чуть не сутки.
<…>
Так и в Карши. Молча сели, загрузили 164 пассажира и взлетели. Условия были обычные для Средней Азии: жара. В жару самолёт очень долго набирает высоту. Экипаж, как предполагают, включил автопилот и… уснул. Сморило. Самолёт добросовестно набирал высоту; автопилот выдерживал курс и тангаж. Скорость с набором высоты всё падала и падала (тангаж в процессе набора положено всё время уменьшать), но некому было чуть опустить нос самолёта, чтобы восстановить скорость. Спал экипаж. В конце концов, самолёт потерял скорость и свалился. Сработала сигнализация, экипаж проснулся, но определить, что же случилось с машиной, спросонья в первые секунды не смог, что ясно из записей внутрикабинных переговоров. Беспорядочные действия привели только к плоскому штопору, из которого вывести тяжёлый лайнер невозможно.
Если бы экипаж не спал, а самолёт свалился на малой скорости, то своевременные и очень простые действия позволили бы вывести машину из сваливания практически безболезненно, ну, с потерей тысячи метров высоты. А так самолёт свалился в штопор с высоты 11 600 метров и, вращаясь, как кленовое семечко, плашмя упал в пустыню.
Надо обязательно поспать перед вылетом. Как хотите.

— Василий Ершов. «Раздумья ездового пса».
Экипаж набирал высоту на скоростях значительно меньше рекомендованных (по расшифровке МСРП-64) и достиг эшелона 11 600 метров на скорости ~ 400 км/ч, на границе срабатывания АУАСП.
Бортинженер на эшелоне дважды убирал режим на малый газ (который восстанавливал КВС), очевидно приняв начало тряски за помпаж. На показания АУАСП экипаж не реагировал (он был выключен) и, вместо отдачи штурвала «от себя» для ухода с режима тряски, продолжал выдерживать высоту эшелона. В результате самолёт потерял в горизонтальном полете 110 км/ч скорости и на Vпр=290 км/ч свалился в плоский штопор и разбился.
Мне пришлось выполнять имитацию этой катастрофы. Была достигнута интенсивная тряска самолёта с началом раскачки оборотов на боковых двигателях, минимальная скорость составила 320 км/ч на левом и 315 км/ч на правом приборах. После полной отдачи штурвала «от себя» самолёт свободно выходил из режима (было выполнено 2 полёта).
Указанная имитация доказала полное соответствие самолёта Ту-154Б характеристикам, полученным на государственных испытаниях.
— Владимир Мезох. «Особенности поведения и пилотирования магистральных пассажирских самолётов на критических режимах полёта».